# Бодуэн, Поль
Поль Бодуэ́н (фр. Paul Baudouin) (1894—1964) — французский государственный деятель.
Занимал высокие посты в банковской сфере, в 1927—1940 генеральный директор Индокитайского Банка. Сторонник сотрудничества с Германией. После поражения Франции и создания правительства Виши 16 июня 1940 занял в нём пост министра иностранных дел. 28 октября заменен Лавалем.
1 апреля 1946 года арестован французской полицией на франко-испанской границе. По обвинению в сотрудничестве с нацистами приговорен 3 марта 1947 года французским Высшим судом юстиции в Париже к 5 годам тюремного заключения.

## Ранние годы
Поль Бодуэн родился в богатой семье в Париже и служил артиллерийским офицером во время Великой войны во французской армии. В 1930 году он стал заместителем директора и генеральным менеджером Банка Индокитая. «Убежденный католик», как и многие католики того времени, он считал себя «неполитическим», хотя был убежденным членом воинствующего националистического движения Action Française. Он также был лидером католических скаутов в годы, предшествовавшие Второй мировой войне, и написал заметное наставление молодым христианам для «Ревю де жан». Он призвал к «возрождению, в более скромной форме ордена мирян, рыцарства старых времен», чтобы защитить духовное наследие христианского Запада.